# Demilitarizirano područje
Demilitarizirano područje je područje u kojem ugovori ili sporazumi između nacija, vojnih sila ili sukobljenih skupina zabranjuju vojne instalacije, aktivnosti ili osoblje. 
Često se nalazi uz utvrđenu granicu između dviju ili više vojnih sila ili saveza. Ponekad može činiti de facto međunarodnu granicu, poput korejske demilitarizirane zone. Drugi primjeri demilitariziranih zona su: 14 kilometara široko područje između Iraka i Kuvajta, Brčko distrikt BiH, Antarktika (sačuvana za znanstveno istraživanje i proučavanje) i svemir (svemir udaljen više od 100 km od Zemljine površine).
Mnoge demilitarizirane zone smatraju se neutralnim teritorijem, jer nijednoj strani nije dopušteno kontrolirati ga, čak ni za neborbenu upravu. Neke zone ostaju demilitarizirane nakon što je sporazum dodijelio kontrolu državi koja je (prema uvjetima demilitarizirane zone) izvorno ustupila svoje pravo da drži vojne snage na spornom području. Također je moguće da se sile dogovore o demilitarizaciji zone bez formalnog rješavanja svojih teritorijalnih zahtjeva, omogućujući da se spor riješi mirnim putem kao što je diplomatski dijalog ili međunarodni sud.
Nekoliko demilitariziranih zona također su nenamjerno postale rezervati divljih životinja, jer to područje manje je izloženo ljudskom uznemiravanju (uključujući lov). Primjeri uključuju korejsku demilitariziranu zonu, ciparsku demilitariziranu zonu i bivšu vijetnamsku demilitariziranu zonu. 